# Георг Антон фон Роденщайн
Георг Антон фон Роденщайн (на немски: George Anton von Rodenstein; * 29 септември 1579; † 30 октомври 1652, Майнц) е немски клерик и княжески епископ на Вормс (1629 – 1652).

## Биография
Той е син на Георг Ото фон Роденщайн (1555 – 1593) и съпругата му Анна Хелена фон Оберщайн († 1604), дъщеря на Йохан Зайфрид фон Оберщайн († 1556) и Маргарета Вилх фон Алцай († 1563). Потомък е на Конрад фон Роденщайн († пр. 1340). Роднина е на Филип фон Роденщайн (1564 – 1604), княжески епископ на Вормс (1595 – 1604).
Георг Антон е възпитаван от чичо му Андреас фон Оберщайн (1533 – 1603), катедрален декан в Шпайер и известен реформатор, който го прави през 1594 г. каноник в катедралата на Шпайер. Той следва в „папския английски колеж“ в Рим, университетите в Поатие, Рим и Сиена. През 1610 г. е помазан за свещеник в Шпайер. От 1609 г. той е домхер във Вормс, от 1622 г. кустос в катедралата на Вормс. През 1612 г. е домхер в Майнц, от 1622 г. е катедрален декан в Шпайер, от 1634 г. катедрален декан в Майнц, от 1638 г. също домпропст, и пропст в манастир Св. Албан при Майнц.
На 20 август 1629 г., по време на Тридесетгодишната война, Георг Антон е избран за епископ на Вормс и е помазан на 13 ноември 1630 г. През 1630 г. той бяга от шведите от Вормс.
Умира на 30 октомври 1652 г. в Майнц и е погребан там в катедралата пред подарения от него олтар в капелата „Св. Бонифаций“.